# Xuân Bắc (diễn viên)
Nguyễn Xuân Bắc (sinh ngày 21 tháng 8 năm 1976), thường được biết đến với nghệ danh Xuân Bắc, là một nam diễn viên, nghệ sĩ hài kiêm người dẫn chương trình truyền hình người Việt Nam. Khởi nghiệp từ năm 1995, ông sớm được công chúng và giới chuyên môn biết đến với vai diễn Núi trong bộ phim truyền hình Sóng ở đáy sông, và đồng thời còn là một trong những diễn viên chủ đạo trong các chương trình hài chính luận Gặp nhau cuối tuần và Gặp nhau cuối năm của Đài Truyền hình Việt Nam. Bên cạnh sự nghiệp diễn xuất, ông còn là người dẫn chương trình trong các trò chơi truyền hình Đuổi hình bắt chữ của Đài Phát thanh – Truyền hình Hà Nội và Vua tiếng Việt của VTV3.
Với những đóng góp cho những hoạt động nghệ thuật, ông được trao tặng danh hiệu Nghệ sĩ Ưu tú vào năm 2016, và sau này trở thành Nghệ sĩ Nhân dân vào năm 2023. Từ năm 2021, ông được chọn là giám đốc nhà hát kịch Việt Nam, và đến năm 2022, ông được Chủ tịch nước Nguyễn Xuân Phúc trao tặng Huân chương Lao động hạng ba. Ông hiện đang giữ vị trí Cục trưởng Cục Nghệ thuật Biểu diễn.

## Tiểu sử và sự nghiệp
Xuân Bắc sinh ngày 21 tháng 8 năm 1976 tại phố Thanh Hà, phường Thanh Miếu, thành phố Việt Trì, tỉnh Phú Thọ. Ông từng học tại Trường Tiểu học Hòa Bình, và Trường Trung học cơ sở Lý Tự Trọng, phường Thanh Miếu, thành phố Việt Trì. Từ năm 1991 đến năm 1994, ông học tại Trường Trung học phổ thông Công nghiệp Việt Trì.
Năm 1998, ông tốt nghiệp Trường Đại học Sân khấu và Điện ảnh Hà Nội, sau đó làm việc tại Nhà hát Kịch Việt Nam và làm người dẫn chương trình cho một số chương trình truyền hình. Cùng năm này, ông chính thức làm đại sứ thương hiệu cho nhãn hàng dầu gội đầu Rejoice cho đến năm 2002.
Ngoài các hoạt động nghệ thuật, ông còn tham gia vào các hoạt động đoàn thể. Ông từng được trao tặng giải thưởng "Gương mặt trẻ thủ đô tiêu biểu" năm 2009 và năm 2017.
Ngày 30 tháng 11 năm 2010, ông được chọn làm Đại sứ thiện chí của UNICEF về nước sạch và vệ sinh môi trường. Năm 2011, ông tốt nghiệp thạc sĩ chuyên ngành Nghệ thuật học.
Ngày 10 tháng 1 năm 2015, ông được trao tặng danh hiệu Nghệ sĩ ưu tú.
Tháng 9 năm 2016, được bổ nhiệm làm Phó Giám đốc Nhà hát Kịch Việt Nam. Cũng trong năm này, ông tốt nghiệp ngành Đạo diễn.
Từ ngày 1 tháng 8 năm 2018, ông là một trong số các ủy viên của Hội đồng Đội Trung ương khóa VIII theo Quyết định số 287 - QĐ/TWĐTN-CTTN của Ban Chấp hành Trung ương Đoàn Thanh niên Cộng sản Hồ Chí Minh.
Ngày 11 tháng 12 năm 2019, tại Hội nghị lần thứ nhất Ủy ban Hội Liên hiệp Thanh niên Việt Nam đã họp để chọn nhân sự, ông được bầu là 1 trong 6 Phó Chủ tịch Hội Liên hiệp Thanh niên Việt Nam khóa VIII.
Ngày 14 tháng 1 năm 2021, được bổ nhiệm làm Giám đốc Nhà hát Kịch Việt Nam.
Ngày 28 tháng 11 năm 2023, theo quyết định 1431/QĐ-CTN, ông nằm trong số 42 cá nhân được phong tặng danh hiệu Nghệ sĩ Nhân dân (NSND) đợt 2 trong năm 2023.
Ngày 30 tháng 10 năm 2024, được bổ nhiệm làm Cục trưởng Cục Nghệ thuật biểu diễn.

## Danh sách phim

### Phim truyền hình
| Năm  | Phim                         | Vai                               | Đạo diễn                                 | Chú thích |
| ---- | ---------------------------- | --------------------------------- | ---------------------------------------- | --------- |
| 1995 | 12A và 4H                    | Thiện                             | Bùi Thạc Chuyên Trần Quốc Trọng          |           |
| 1997 | Ngã ba Đồng Lộc              | Thắng                             | Lưu Trọng Ninh                           |           |
| 1998 | Chuyện nhà Mộc               | Cường                             | Trần Lực                                 |           |
| 1998 | Kẻ cắp bất đắc dĩ            |                                   |                                          |           |
| 1998 | Đảo xa                       |                                   |                                          |           |
| 1999 | Chuyến taxi cuối ngày        |                                   | Trần Quốc Trọng                          |           |
| 1999 | Nhịp tim lầm lạc             |                                   |                                          |           |
| 1999 | Thăng bằng                   | Cường                             | Vũ Minh Trí                              |           |
| 1999 | Đồng quê xào xạc             |                                   |                                          |           |
| 2000 | Ông bầu ca nhạc              |                                   |                                          |           |
| 2000 | Sóng ở đáy sông              | Núi                               | NSƯT Lê Đức Tiến                         |           |
| 2000 | Nơi tình yêu bắt đầu         |                                   |                                          |           |
| 2001 | Chuyến tắc-xi cuối cùng      |                                   |                                          |           |
| 2001 | Chuyện ở công ty Thu Vào     |                                   |                                          |           |
| 2001 | Nối lại một chân dung        | Thắng                             | Nguyễn Anh Dũng                          |           |
| 2002 | Miếu làng                    | Trợ                               | Nguyễn Anh Thái                          |           |
| 2002 | Công dân vàng                |                                   |                                          |           |
| 2002 | Chuyện ngày xưa              |                                   |                                          |           |
| 2002 | Vua bãi rác                  | Trọng (lồng tiếng)                | Đỗ Minh Tuấn                             |           |
| 2002 | Trời cho, trò chơi           |                                   |                                          |           |
| 2003 | Niệm khúc cuối               | Quốc Quân                         | NSƯT Nguyễn Anh Dũng                     |           |
| 2007 | Con đường sáng               | Đào Phúc Lộc (tức Hoàng Minh Đạo) |                                          |           |
| 2012 | Hai phía chân trời           | Minh                              | NSƯT Trần Quốc Trọng NSƯT Vũ Trường Khoa |           |
| 2023 | Lof Ba Vì Sứ mệnh yêu thương | Trạng Quỳnh                       |                                          |           |

### Phim hài tết
| Năm  | Phim                      | Vai           | Đạo diễn       |
| ---- | ------------------------- | ------------- | -------------- |
| 2004 | Râu quặp                  | Sòi           | Phạm Đông Hồng |
| 2008 | Tiền ơi                   | Thạch Lão Gia | Phạm Đông Hồng |
| 2010 | Cả ngố                    | Cả ngố        | Phạm Đông Hồng |
| 2013 | Không hề biết giận        | Chăm          | Phạm Đông Hồng |
| 2015 | Quan Trường - Trường Quan | Tý            | Phạm Đông Hồng |

## Chương trình truyền hình
- Gặp nhau cuối năm - VTV: Xuân Bắc luôn được chọn đóng vai Nam Tào cùng với bạn diễn Bắc Đẩu (Công Lý thủ vai), được đánh giá là một cặp bài trùng trên sân khấu và để lại rất nhiều ấn tượng cho khán giả khi khởi chiếu mỗi dịp Tết (cho đến hết năm 2023).
- Gặp nhau cuối tuần - VTV3: Diễn viên
- Gala cười - VTV: Diễn viên. Đến năm 2005, Xuân Bắc đảm nhận vai trò là MC dẫn cùng Thu Thủy
- Thư giãn cuối tuần (mục Hỏi xoáy đáp xoay) - VTV3: Hỏi xoáy đáp xoay là 1 phần trong Thư giãn cuối tuần. Trong chuyên mục này, Xuân Bắc đóng vai MC Trần Xoáy, sau này được phong thành Tiến sĩ, cùng với Giáo sư Cù Trọng Xoay do Đinh Tiến Dũng thủ vai. Tiến sĩ Xoáy là nhân vật chuyên đưa ra các câu hỏi hài hước làm khó vị Giáo sư Cù Trọng Xoay và sau này ông Xoày Trọng Chấm thay thế do ông Xoay đã đi "công tác" theo kịch bản. Năm 2020, chương trình đã được làm lại với tên gọi mới Hỏi Xiên Đáp Xẹo.
- Đuổi hình bắt chữ - HanoiTV: Xuân Bắc dẫn dắt chương trình trong phần lớn quãng thời gian phát sóng.
- Hành trình kết nối những trái tim - HTV7: Xuân Bắc đồng hành với chương trình này từ những ngày đầu (khoảng năm 2009). Vai trò của ông trong chương trình này là người bình luận trước các tình huống và hành trình của các nhân vật trên chiếc xe hồng (LOVEBUS).
- Vũ điệu tuổi xanh - HTV7: Năm 2014, Xuân Bắc tham gia dẫn chương trình Vũ điệu tuổi xanh, phiên bản nhí của Thử thách cùng bước nhảy.
- Đồ Rê Mí - VTV3: Đồng hành cùng Đồ Rê Mí từ năm 2011, Xuân Bắc đóng vai trò thành viên ban giám khảo. Đến năm 2012, ông đảm nhận vai trò MC.
- Ơn giời cậu đây rồi! - VTV3: Xuân Bắc dẫn dắt chương trình trong suốt thời gian phát sóng. Ông cũng đã thể hiện tốt việc dẫn dắt cũng như chống đỡ các tình huống khó đỡ trên sân khấu của các trưởng phòng Trấn Thành, Việt Hương và Hoài Linh.
- Bố ơi! Mình đi đâu thế? - VTV3: Xuân Bắc và con trai Bi tham gia chương trình Bố ơi! Mình đi đâu thế? mùa 2 cùng với các cặp bố con Mạnh Trường, Minh Khang, Đỗ Minh.
- Ban nhạc Việt - VTV3: Xuân Bắc dẫn dắt chương trình này trong suốt thời gian 2 mùa phát sóng.
- Chân ái - VTV3: Xuân Bắc là bạn dẫn với Cát Tường. Tuy nhiên, ông chỉ dẫn một mình trong mùa 2 của chương trình "Chân ái 4.0".
- Hoa hậu Việt Nam 2016 (Phần thi Người đẹp Nhân ái) - VTV9: Bình luận viên
- SV - VTV3: Xuân Bắc tham gia chương trình với tư cách là giám khảo đồng hành cùng với nhà báo Lại Văn Sâm vào các kỳ SV 2016 và 2020.
- Hoán đổi - VTV3: Xuân Bắc đã thay thế cho Trường Giang ở tập 9 của chương trình.
- Ai là triệu phú - VTV3: Xuân Bắc xuất hiện trong chương trình Ai là triệu phú lần đầu tiên ở số phát sóng ngày 30 tháng 12 năm 2014 với tư cách là người đồng hành cùng với nghệ sĩ hài Tự Long - người chơi chính lúc đó. Vào số ngày 30 tháng 3 năm 2021, ông tiếp tục tham gia với tư cách là người chơi cùng với người đồng hành là Bi Béo - con trai của nam nghệ sĩ.
- Bình luận World Cup 2014, Euro 2012 và Euro 2020 - VTV: Khách mời bình luận.
- Cà phê sáng - VTV3: Khách mời trò chuyện.
- Gương mặt thân quen Nhí - VTV3: Giám khảo chính ở mùa thứ 4.
- Heo đất - VTV7: Dẫn chương trình
- Cuộc hẹn cuối tuần - VTV3: Khách mời.
- Quảng trường những giấc mơ (Sinh nhật 25 năm VTV3): Xuân Bắc cùng bé Bi béo đến với chương trình với tư cách là khách mời.
- Vua tiếng Việt - VTV3: Người dẫn chương trình.
- Siêu thử thách - HTV2: Giám khảo chính.
- 12 con giáp - VTV3: Nhân vật "cụ ông"
- Cuộc sống tươi đẹp - VTV3: Giám khảo phần khoảnh khắc gia đình
- Giờ thứ 9+ - VTV3: Khách mời
- Chuyên cơ số 6 - VTV6: Khách mời
- Nghe nhạc cùng tôi - VTV3: Khách mời
- Bữa trưa vui vẻ - VTV6: Khách mời
- Hoa hậu Việt Nam 2022 - VTV2: Phó trưởng ban giám khảo
- Tết nay ăn gì - HTV7: Khách mời

## Giải thưởng và đề cử
| Năm  | Giải thưởng  | Hạng mục             | Kết quả   | Tham khảo |
| ---- | ------------ | -------------------- | --------- | --------- |
| 2017 | Ấn tượng VTV | Nghệ sĩ hài ấn tượng | Đoạt giải | [ 17 ]    |
| 2021 | Ấn tượng VTV | Nghệ sĩ ấn tượng     | Đoạt giải | [ 18 ]    |

## Đời tư

### Gia đình
Cuối năm 2006, Xuân Bắc kết hôn với Nguyễn Hồng Nhung (sinh năm 1982). Năm 2016, Nguyễn Hồng Nhung là giảng viên khoa Sân khấu của Trường Cao đẳng Văn hóa Nghệ thuật Hà Nội. Họ có 3 con trai tên là Nguyễn Nhật Khánh Minh (Minh "bủm", sinh năm 2007), Nguyễn Nhật Võ Nguyên (tên thân mật là Bi béo, sinh năm 2009) và bé Bão sinh năm 2018.

### Tranh cãi
Vào ngày 23 tháng 1 năm 2023, ông có đăng một bài viết trên trang Facebook cá nhân với tiêu đề "Cái tát của mẹ", được cho là bóng gió nói khán giả chê chương trình Táo quân 2023 "ăn cháo đá bát", sau đó đã gây tranh cãi trong dư luận và báo chí. Về vụ việc này, Thứ trưởng Bộ VHTTDL Tạ Quang Đông khẳng định câu chuyện Cái tát của mẹ là những phát ngôn mang tính cá nhân của ông, không liên quan đến công tác quản lý nhà nước. Thứ trưởng cũng mong dư luận cần có một cách nhìn nhân ái, khách quan về sự việc này.
Đến ngày 27 tháng 1 cùng năm, ông cho biết câu chuyện ông viết trên status chỉ là chuyện cá nhân và không hề có ý làm tổn thương, xúc phạm khán giả - những người ông luôn trân trọng, biết ơn. Tuy nhiên, thông qua dư luận, ông biết câu chuyện của mình đã gây hiểu lầm cho một số khán giả. Ông bày tỏ: "Tôi không hề có ý làm tổn thương, xúc phạm khán giả - những người mà Xuân Bắc luôn trân trọng và biết ơn. Tuy nhiên, qua dư luận, câu chuyện của tôi đã gây hiểu nhầm cho một số khán giả. Tôi chân thành xin lỗi khán giả về điều này và cảm ơn những người đã hiểu đúng câu chuyện".